# Ich wandte mich und sah alles Unrecht, das geschah unter der Sonne
Ich wandte mich und sah an alles Unrecht, das geschah unter der Sonne (Ekklesiastische Aktion für zwei Sprecher, Bass-solo und Orchester) is een compositie van Bernd Alois Zimmermann. Hij voltooide het werk op 5 augustus 1970; het zou zijn laatst voltooide werk zijn, hij stierf op 10 augustus 1970.
Zimmermanns leven, geboren 1918, stond in het teken van ellende. Hij kreeg te maken met de opkomst en gruwelijkheden van nationaalsocialisme en de Tweede Wereldoorlog waarin hij, als hij niet ziek was, vocht in Polen, Frankrijk en Rusland. Dat ziek zijn zou mede bepalend zijn voor zijn verdere leven. Hij werd daarbij als katholiek heen en weer geslingerd tussen strenge regels en losbandigheid (carnaval). Hij haalde steun uit zijn geloof om ondanks de chronische ziekten hoop op verbetering te houden. De tegenstellingen zijn te horen in bijvoorbeeld zijn vioolconcert. Aan het eind van zijn leven werd de zaak toch ondraaglijk en kwam als een apocalyptische werk Ich wandte mich uit zijn pen, waarin alle hoop verloren is gegaan. Het voltooien van dat werk zou verder uitmonden in een zelfmoord vijf dagen later.
De bijtitel Ekklesiastische Aktion verwees naar het oude muziekgenre aziona sacra, een tussenvorm tussen opera en oratorium, waarbij Zimmermanns werk naar dat laatste genre neeg. Alhoewel de opdracht voor dit werk uit de eind ’60 dateert, had Zimmerman al gedurende de jaren ’50 plannen voor een oratoriumachtig werk.
De eerste uitvoering van dit werk vond plaats tijdens de Olympische Zomerspelen 1972 als opening van de zeilwedstrijden op 2 september 1972. Het opdrachtgevend orkest Philharmonisches Orkester der Stadt Kiel onder leiding van Hans Zender en solisten Hans Frantzen (bas), Lutz Lansenmann en Jochen Schmidt waren de uitvoerenden. Juist deze Olympische Spelen werden overschaduwd door de slechtheid der mensheid, het Bloedbad van München.
Ich wandte mich und sah an alles Unrecht, das geschah unter der Sonne (begin Prediker 4 vers 1: Wederom aanschouwde ik alle onderdrukkingen die onder de zon geschieden) is gebaseerd op Prediker, hoofdstuk 4, verzen 1-10 en De grootinquisiteur van Sevilla uit de De gebroeders Karamazov van Fjodor Dostojevski. De teksten worden voorafgegaan door een korte introductie van trombones; de trombone wordt in de muziek vaak gebruikt als aankondiger van naderend onheil. De ene spreker en de bas spreken respectievelijk zingen de teksten van Salomo, de andere spreker de teksten van Dostojevski. Gedurende bijna het gehele werk is de onheilspellende sfeer aanwezig, door explosieve muziek in combinatie met de declamerende teksten. Af en toe is er een korte melodielijn, maar deze zijn schaars bezaaid in dit werk. De componist wisselt heftige uitbarstingen af met haast serene fragmenten. Het geheel klinkt duister. De toestand van Zimmermanns ziel kan het best omschreven worden door de slotzin Weh dem, der allein ist! (wee diegene, die alleen is; hij kan niet geholpen worden door derden). Als een coda volgt na deze slotzin het koraalfragment Es ist genug uit Bachs cantate O Ewigkeit, du Donnerwort BWV 60. De uiterste melodieuze muziek van Bach staat in schril contrast tot de muziek daarvoor. Het gebruik van dat koraal is eigenlijk een muzikaal citaat in een citaat; Alban Berg gebruikte hetzelfde fragment als slot van zijn vioolconcert. Het werk besluit echter met een slot, dat terugkeert naar de ellende van de componist zelf, beuken vanuit het orkest met gestamp en geschreeuw van solisten.
De tekst van het werk geeft ook aan hoe het werk uitgevoerd moet worden, zo is er een notitie dat de dirigent zijn gezicht met zijn handen moet bedekken en op de grond moet zitten. Het werk is doorlopend, er zijn geen delen of secties.

## Orkestratie
- 2 sprekers; 1 bas
- 3 dwarsfluiten/ piccolo waarvan 1 ook altfluit, 3 hobo's waarvan 1 ook althobo, 3 klarinetten, 3 fagotten
- 5 hoorns, 3 trompetten, 3 trombones op podium, 3 trombones in de zaal, 1 tuba
- pauken, 4 man/vrouw percussie, 1 harp, 1 elektrische gitaar
- violen, altviolen, celli, contrabassen

## Discografie
- Uitgave ECM Records: Gerd Böckmann, Robert Hunger-Bühler (sprekers), Andreas Schmidt (bas), WDR Sinfonieorchester Köln o.l.v. Heinz Holliger, een opname uit 2005